# Enicospilus flavostigma
Enicospilus flavostigma es una especie de insecto del género Enicospilus de la familia Ichneumonidae, orden Hymenoptera.
 De distribución predominantemente tropical, llega hasta el sur de Estados Unidos.

## Historia
Fue descrita científicamente por primera vez en el año 1912 por Hooker.

## Huéspedes
Alabama argillacea (Hübner, 1823),
Melipotis fasciolaris (Hübner, 1831),
Mythimna unipuncta (Haworth, 1809),
Scoliopteryx libatrix (Linnaeus, 1758),
Heterocampa guttivitta (Walker, 1855), 
Heterocampa manteo (Doubleday, 1869), 
Hippia packardi (Morrison, 1875), 
Lochmaeus manteo Doubleday, 1841, 
Nadata gibbosa (Smith, 1797), 
Schizura concinna (Smith, 1797).